# Ahn Byeong-keun
Ahn Byeong-keun (* 23. Februar 1962) ist ein ehemaliger südkoreanischer Judoka. Er war 1984 Olympiasieger und 1985 Weltmeister im Leichtgewicht. 
Der 1,72 m große Ahn Byeong-keun besiegte im Viertelfinale der Olympischen Spiele 1984 in Los Angeles den Japaner Hidetoshi Nakanishi und im Halbfinale den Briten Kerrith Brown. Im Finale bezwang er den italienischen Olympiasieger von 1980 Ezio Gamba in einem Kampf über sieben Minuten mit einer Koka-Wertung. Bei den Weltmeisterschaften 1985 in Seoul besiegte Ahn Byeong-keun im Viertelfinale den Japaner Takahiro Nishida, im Halbfinale gewann er gegen Steffen Stranz aus der Bundesrepublik Deutschland. Im Finale bezwang er Mike Swain aus den Vereinigten Staaten. Ein Jahr nach den Weltmeisterschaften fanden auch die Asienspiele 1986 in Seoul statt. Ahn Byeong-keun besiegte im Finale den Japaner Yukiharu Yoshitaka.
1988 trat Ahn Byeong-keun nicht mehr im Leichtgewicht, sondern im Halbmittelgewicht an. In dieser Gewichtsklasse gewann er im März 1988 den Hungaria Cup in Budapest. Bei den Olympischen Spielen 1988 in Seoul gewann der Südkoreaner seinen ersten Kampf gegen den Belgier Johan Laats durch Ippon. In seinem zweiten Kampf schied er gegen den Kanadier Kevin Doherty aus.